# IC 3651
IC 3651 је лентикуларна галаксија у сазвјежђу Береникина коса која се налази на листи објеката дубоког неба у Индекс каталогу.
Деклинација објекта је + 26° 43' 43" а ректасцензија 12h 40m 52,8s. Привидна величина (магнитуда) објекта IC 3651 износи 13,3 а фотографска магнитуда 14,3. IC 3651 је још познат и под ознакама UGC 7835, MCG 5-30-54, CGCG 159-50, NPM1G +27.0375, PGC 42500.